# وان هو
وان هو (انگلیسی: Wan Hu؛ – ۱۵۰۰) یک مخترع اهل جمهوری خلق چین بود وی افسری چینی بوده که گفته می‌شود با نشستن بر روی یک صندلی که ۴۷ راکت زیر آن نصب شده بوده می‌خواسته به فضای بیرونی برسد. گفته می‌شود که راکت‌ها منفجر شدند و دیگر هیچکس نه او و نه صندلی را ندید.